# Perry Olsson
Nils Perry Olsson, född 29 december 1955 i Söderala, är en svensk vallare. Han arbetar i dag som vallare åt det svenska längdlaget.
Tidigare var Olsson vallningstekniker och materialchef för svenska skidlandslaget, men när det Svenska Skidförbundet ville skära ner hans tjänst från heltid till halvtid började han leta efter ett nytt arbete. Han fick då anställning som vallare åt det norska längdlaget. Han har tillhört det norska laget sedan maj 2003. Från 2009 har Olsson också fått sällskap i det norska teamet av sin bror Ulf.
Olsson var själv duktig skidåkare på 1980-talet med bland annat en 11:e plats i Vasaloppet på meritlistan.
Gift med Veronica Södergård, från Larsmo i Finland, själv en duktig skidåkare i sin ungdom på 1970- och 1980-talen.